# Boije Ovebrink
Boije Ovebrink, né le 9 juin 1951 à Motala, est un pilote de course suédois à bord de camions, adepte des records de vitesse terrestre dans sa discipline.

## Biographie
Il dispute annuellement le Championnat d'Europe de courses de camions de 1992 à 2001, se classant toujours dans les dix premiers de la compétition durant ses dix années consécutives de présence.
À compter de 2002, il fait encore quelques apparitions automobiles dans le Challenge Ferrari scandinave, mais son activité en sports mécaniques se concentre désormais essentiellement sur la préparation de défis chronométrés à bord de poids lourds, sa première tentative de records -réussie- datant de 2001.

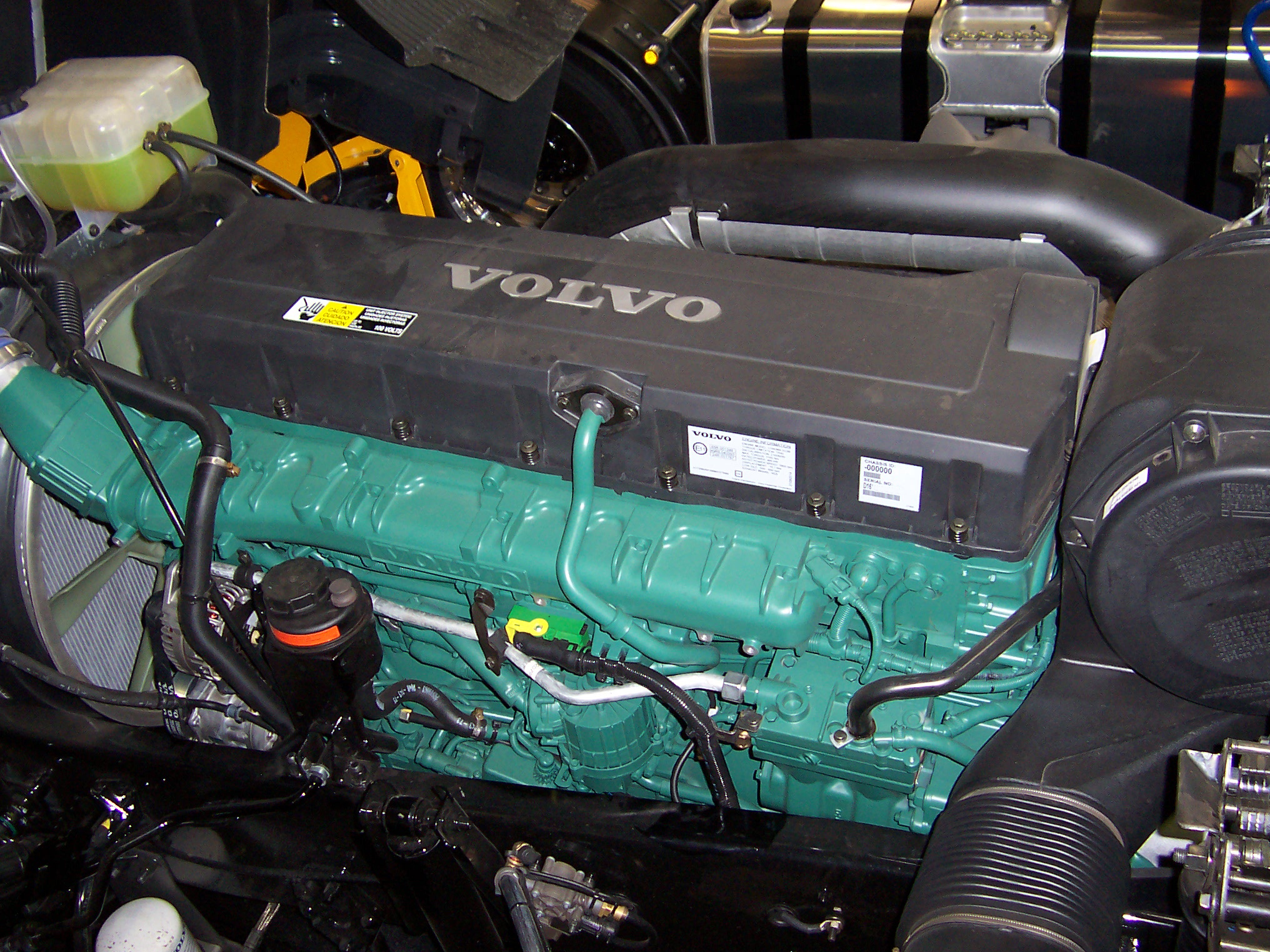
Moteur Volvo D16E d'origine.

En 2012, le Mean Green de Volvo utilisé aux États-Unis sur la base d'un Volvo VN est basé sur la technologie hybride du constructeur, déjà utilisée à bord des autobus des pays nordiques. Il a un moteur biodiesel type D16 (16 L, 6 cylindres et 900 ch développés) aidé par un moteur électrique de 190 ch avec 200 kg de batteries, une boîte de vitesses I-Shift modifiée et il est dépourvu de suspensions. Sa puissance crête est de 2 100 ch et 6 779 N m permettant d'atteindre les 100 km/h en 4 secondes, et sa vitesse de pointe est de plus de 270 km/h.
Ovebrink est également le Président de l'automobile club Volvo FH16 dans son pays.

## Palmarès

### Titres
- Champion d'Europe de courses de camions Catégorie Race-Trucks, en 1994 sur Volvo NL12;
  - vice-champion d'Europe de courses de camions Catégorie B, en 1992 sur Volvo;
  - vice-champion d'Europe de courses de camions Catégorie Race-Trucks, en 1995 sur Volvo NL12;
  - 3e du championnat d'Europe de courses de camions Catégorie Race-Trucks, en 1996 sur Volvo;
  - 4e du championnat d'Europe de courses de camions Catégorie Race-Trucks, en 1997;
  - 5e du championnat d'Europe de courses de camions Catégorie Race-Trucks, en 2001 (dernière saison effectuée).

### Records mondiaux
- 2001 (29 septembre): 130,60 km/h au bout de 500 mètres départ arrêté, sur Supertruck MAN 18-423 Catégorie A, Groupe 33, Classe 11, à la base aérienne d'Uråsa, près de Växjö (Comté de Kronoberg);
- 2001 (29/09): 155,744 km/h au bout d'1 kilomètre départ arrêté, sur Supertruck MAN 18-423 à Uråsa;
- 2007 (16 novembre): 158,828 km/h au bout d'1 kilomètre départ arrêté, sur Volvo NH16 FIA Catégorie A, Groupe 33, Classe 11, à l'aéroport de Stockholm-Västerås;
- 2010 (9 juin): 130,862 km/h au bout de 500 mètres  départ arrêté, sur Volvo D16 Catégorie A, Groupe 33, Classe 11, à l'aéroport d'Hultsfreds;
- 2010 (09/06): 166,698 km/h au bout de d'1 kilomètre départ arrêté, sur Volvo D16 Catégorie A, Groupe 33, Classe 11, à Hultsfreds;
- 2011 (28 juin): 115,342 km/h au bout de 500 mètres départ arrêté, sur Volvo D16 hybride Mean Green Catégorie A, Groupe X1, Classe 3 Hybrid EI + Diesel, à Hultsfreds;
- 2011 (28/06): 152,252 km/h au bout de d'1 kilomètre départ arrêté, sur Volvo D16 hybride Mean Green Catégorie A, Groupe X1, Classe 3 Hybrid EI + Diesel, à Hultsfreds;
- 2012 (27 avril): 166,698 km/h au bout d'1 kilomètre départ arrêté, sur Volvo D16 hybride Mean Green, aérodrome de Wendover (États-Unis);
- 2012 (27/04): 236 577 km/h sur le kilomètre départ lancé, sur Volvo D16 hybride Mean Green, à Wendover.